# Johann von Holzhausen

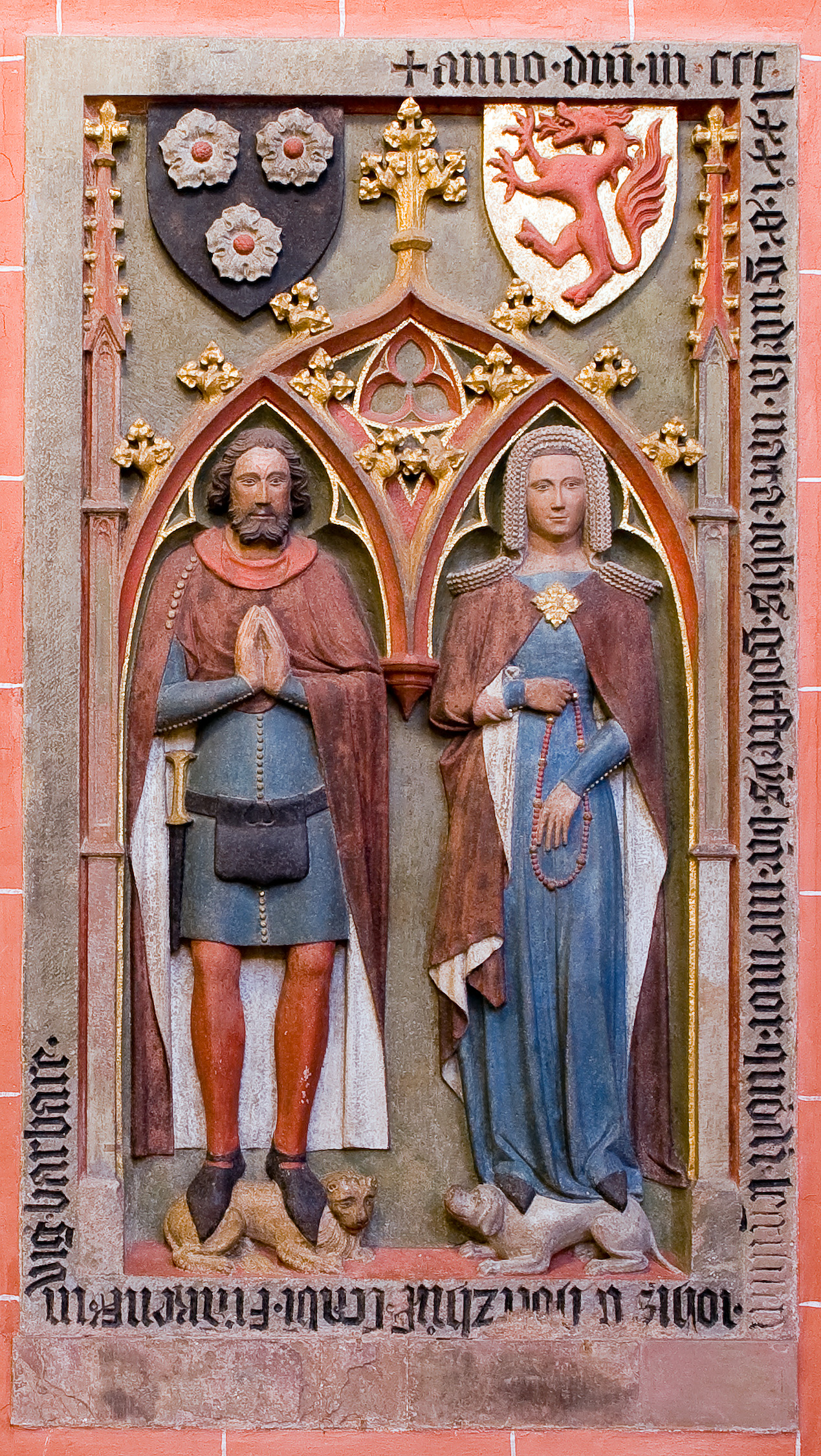
Grabmal des Johann von Holzhausen und seiner Frau Guda im Frankfurter Dom

Johann von Holzhausen (* unbekannt, vor 1343; † 7. Februar 1393 in Frankfurt am Main) war ein Ratsherr und Bürgermeister in Frankfurt am Main.
Das Geburtsjahr Johann von Holzhausens ist nicht bekannt, sein Name fiel urkundlich erstmals 1354, als ihn der Graf zu Hochstadt mit einem Anteil an dessen Steuereinnahmen belehnte. Seine Eltern waren Gipel Holzhausen (* vor 1306; † vor 1355) und Katharina zum Wedel († vor 1343).
Die Familie Holzhausen war seit Mitte des 13. Jahrhunderts in Frankfurt am Main ansässig. Sie stammte aus Burgholzhausen vor der Höhe (heute ein Stadtteil von Friedrichsdorf) und gehörte zu den bedeutendsten Patrizierfamilien Frankfurts. Sie gehörte der Ganerbschaft Alten Limpurg an, welche seit dem 14. Jahrhundert den Rat der Stadt beherrschte. Etwa 30 Angehörige der Familie stellten insgesamt rund 70 mal einen der beiden Bürgermeister der Stadt, darüber hinaus auch Stadtschultheißen und Gesandte auf Reichstagen und Städtetagen.

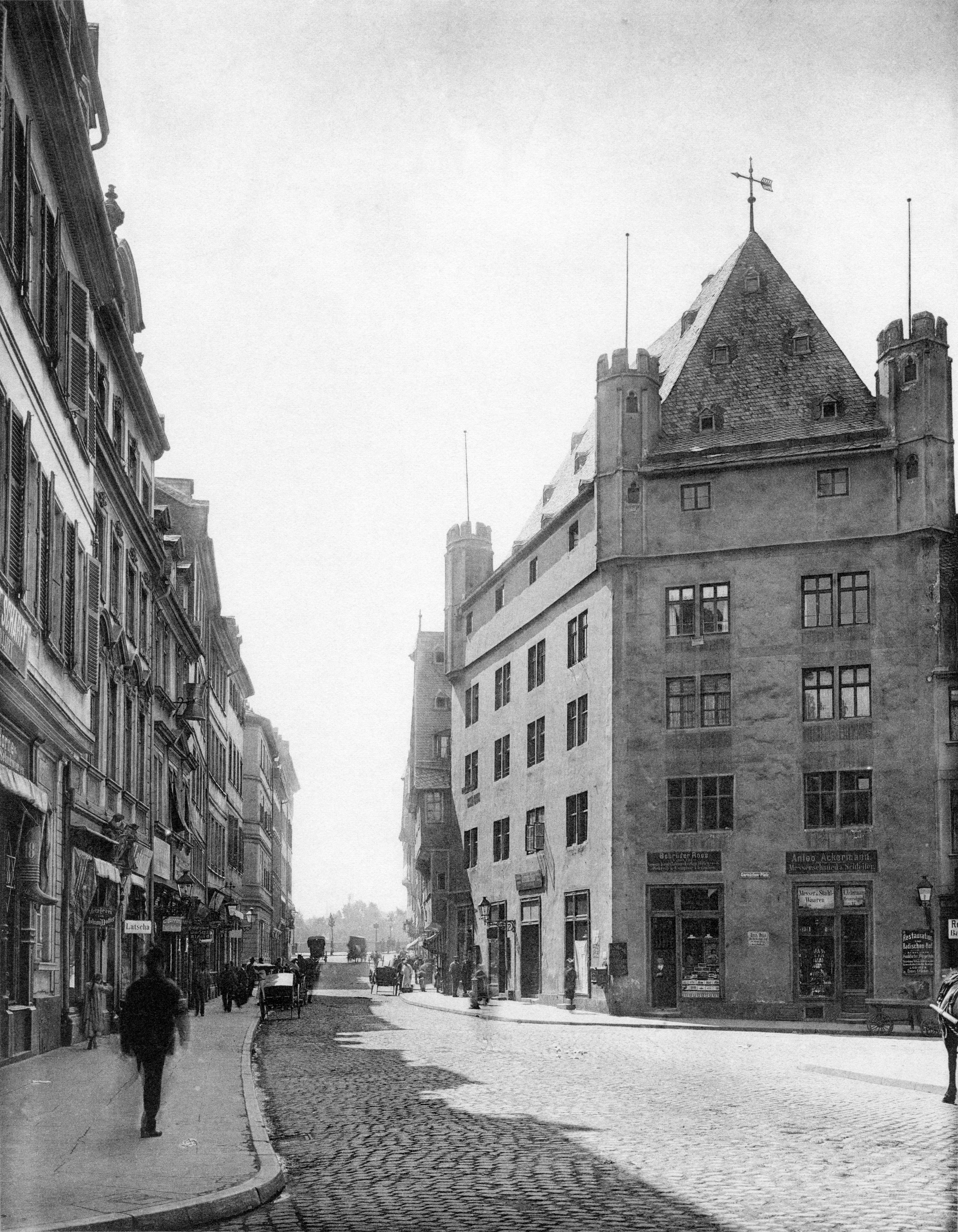
Haus Fürsteneck, 1901
(Fotografie von Carl Friedrich Fay)

Johann von Holzhausen heiratete 1357 Guda Goldstein (* unbekannt; † 3. Dezember 1371), mit der er in 14 Jahren Ehe zwei Söhne und zwei Töchter hatte. Im selben Jahr war er bereits Ratsherr und Jüngerer Bürgermeister, 1363 Schöffe und 1364 Älterer Bürgermeister von Frankfurt. 1363 erbaute er an der Fahrgasse das Haus Fürsteneck, bis zur Zerstörung im Zweiten Weltkrieg 1944 einer der wenigen repräsentativen Steinbauten der Frankfurter Altstadt.
Durch innenpolitisches Geschick wirkte er in den 1360er Jahren an der Niederschlagung eines 1355 ausgebrochenen Aufstands der Zünfte mit, u. a. drängte er nach seiner Wahl zum Älteren Bürgermeister 1364 den faktisch als Volksführer agierenden jüngeren Bürgermeister Henne Wirbel aus dem Amt. 1366 gelang es schließlich, das Reichsschultheißenamt aus der Pfandschaft von Ulrich III. von Hanau zu lösen, der die Aufständischen unterstützt hatte, und den Frankfurter Patrizier Siegfried zum Paradies damit zu betrauen. Augenblicklich wurden alle zuvor an die Zünfte gemachten Zugeständnisse wieder zurückgezogen.
Ferner war er im Mai 1372 Teil einer Gesandtschaft, die Kaiser Karl IV. in Mainz aufsuchte und gegen eine Summe von 8800 Gulden aushandeln konnte, dass das Amt für diese Summe an Schöffen, Bürgermeister, Bürger und Rat der Stadt Frankfurt am Main verpfändet und diese somit zur Freien Reichsstadt erhoben wurde. Damit hatte Johann von Holzhausen erheblichen Anteil an der Durchsetzung der Vorherrschaft des Patriziates, die seitdem bis zum Ende des Heiligen Römischen Reiches (1806) bestand.
Sein Grabmal und das seiner Ehefrau befindet sich seit 1830 im nördlichen Querhaus des Frankfurter Doms. Zuvor stand es über vier Jahrhunderte in der 1829 abgerissenen gotischen Michaelskapelle auf dem Domkirchhof.